# Sienna Miller
Sienna Rose Miller (New York, New York, 1981. december 28. –) amerikai–brit színésznő.

## Élete és pályafutása
Szülei még kiskorában elváltak, a gyermekek édesanyjukkal Londonba költöztek. Siennát édesanyja egy bentlakásos iskolába küldte, Surrey-be. A középiskola befejezése után Sienna visszaköltözött szülővárosába, New Yorkba, színészetet tanult és több színpadi szerepet is kapott.
Pár év után visszatért Londonba, ahol felfedezték tehetségét, kisebb szerepek után az Alfie című filmben debütált. A film forgatása alatt Sienna beleszeretett partnerébe, Jude Lawba, és miután a színész elvált Sadie Frosttól, 2004 végén megkérte Sienna kezét, de nem házasodtak össze. 2005-ben ért véget kapcsolatuk.
2005-ben a színésznő megkapta a Casanova című film női főszerepét. Sienna jelenlegi párja, Rhys Ifans 2007 végén kérte meg a kezét. 2007-ben a színésznő a Csillagpor című fantasyfilmben tűnt fel, Victoria szerepében.
2009-ben elvállalta, hogy a Hugo Boss Orange nevű édes narancsos-fahéjas parfüm arca legyen.

## Filmográfia

### Film
| Év   | Magyar cím                                   | Eredeti cím                           | Szerep                | Magyar hang        |
| ---- | -------------------------------------------- | ------------------------------------- | --------------------- | ------------------ |
| 2001 | South Kensington                             | South Kensington                      | Sharon                | Zsigmond Tamara    |
| 2002 | Féktelen futam                               | High Speed                            | Savannah              |                    |
| 2002 |                                              | The Ride                              | Sara                  |                    |
| 2004 | Torta                                        | Layer Cake                            | Tammy                 | Ruttkay Laura      |
| 2004 | Torta                                        | Layer Cake                            | Tammy                 | Zakariás Éva       |
| 2004 | Alfie                                        | Alfie                                 | Nikki                 | Roatis Andrea      |
| 2005 | Casanova                                     | Casanova                              | Francesca Bruni       | Pálfi Kata         |
| 2006 | Hullócsillag                                 | Factory Girl                          | Edie Sedgwick         | Solecki Janka      |
| 2007 | Interjú                                      | Interview                             | Katya                 | Solecki Janka      |
| 2007 | Csillagpor                                   | Stardust                              | Victoria              | Roatis Andrea      |
| 2008 | Rejtélyes nyár                               | The Mysteries of Pittsburgh           | Jane Bellwether       |                    |
| 2008 | Camille – Egy halhatatlan szerelem története | Camille                               | Camille Foster        | Roatis Andrea      |
| 2008 | Kis Vuk (angol nyelvű változat)              | Kis Vuk (angol nyelvű változat)       | Darcey (hangja)       |                    |
| 2008 | A szerelem határai                           | The Edge of Love                      | Caitlin Macnamara     | Roatis Andrea      |
| 2009 | A szeptemberi kiadás                         | The September Issue                   | önmaga                |                    |
| 2009 | G. I. Joe: A kobra árnyéka                   | G.I. Joe: The Rise of Cobra           | Bárónő                | Bognár Anna        |
| 2012 |                                              | Just like a Woman                     | Marilyn               |                    |
| 2012 | Szerelmem, New York                          | Nous York                             | filmsztár             | Roatis Andrea      |
| 2012 | Jack és Jack                                 | Two Jacks                             | Diana                 |                    |
| 2012 |                                              | Yellow                                | Xanne                 |                    |
| 2013 | A te eseted                                  | A Case of You                         | Sarah                 | Roatis Andrea      |
| 2014 | Foxcatcher                                   | Foxcatcher                            | Nancy Schultz         | Roatis Andrea      |
| 2014 | Amerikai mesterlövész                        | American Sniper                       | Taya Renae Kyle       | Gubás Gabi         |
| 2015 | A szerencse forgandó                         | Mississippi Grind                     | Simone                | Hámori Eszter      |
| 2015 | Üzlet bármi áron                             | Unfinished Business                   | Chuck Portnoy         | Roatis Andrea      |
| 2015 |                                              | High-Rise                             | Charlotte Melville    |                    |
| 2015 | Fekete mise (törölt jelenet)                 | Black Mass                            | Catherine Greig       |                    |
| 2015 | Az ételművész                                | Burnt                                 | Helene                | Bognár Anna        |
| 2016 | Z – Az elveszett város                       | The Lost City of Z                    | Nina Fawcett          | Nagy-Kálózy Eszter |
| 2016 | Az éjszaka törvénye                          | Live by Night                         | Emma Gould            | Trokán Nóra        |
| 2017 |                                              | The Private Life of a Modern Woman    | Vera Lockman          |                    |
| 2018 |                                              | The Catcher Was a Spy                 | Estella Huni          |                    |
| 2018 | Amerikai nő                                  | American Woman                        | Deborah Callahan      | Roatis Andrea      |
| 2019 | 21 híd                                       | 21 Bridges                            | Frankie Burns nyomozó | Roatis Andrea      |
| 2020 |                                              | Wander Darkly                         | Adrienne              |                    |
| 2023 |                                              | North Star                            | Victoria              |                    |
| 2024 | Horizont: Egy amerikai eposz                 | Horizon: An American Saga – Chapter 1 | Frances Kittredge     | Bognár Anna        |

### Televízió
| Év        | Magyar cím                | Eredeti cím              | Szerep            | Megjegyzések                                 |
| --------- | ------------------------- | ------------------------ | ----------------- | -------------------------------------------- |
| 2002      |                           | The American Embassy     | Babe              | 1 epizód                                     |
| 2002      |                           | Bedtime                  | Stacey            | 4 epizód                                     |
| 2003–2004 |                           | Keen Eddie               | Fiona Bickerton   | főszereplő                                   |
| 2009      | Csúcsmodellek             | Top Gear                 | önmaga            | 2 epizód                                     |
| 2012      | Hitchcock és Tippi Hedren | The Girl                 | Tippi Hedren      | - tévéfilm - magyar hangja: - Bognár Anna    |
| 2012      |                           | Just like a Woman        | Marilyn           | tévéfilm                                     |
| 2019      | A legharsányabb hang      | The Loudest Voice        | Beth Ailes        | minisorozat (7 epizód)                       |
| 2022      | Egy botrány anatómiája    | The Anatomy of a Scandal | Sophie Whitehouse | - minisorozat - magyar hangja - Pikali Gerda |
| 2022      |                           | Chivalry                 | Lark              | főszereplő                                   |